# 三方六
三方六（さんぽうろく）は、北海道の十勝地方の土産菓子。製造元は十勝総合振興局管内の河東郡音更町（登記上は帯広市）に本社を構える柳月（りゅうげつ）。

## 概要
白樺の木の薪を模したバウムクーヘン。樹皮の色合いは2色のチョコレートで表現している。第27回モンドセレクションにおいて最高金賞を受賞した。
現在販売されている商品はあらかじめ10切れにカットされているが、かつてはカットされておらず、切り分け用のナイフが入っていた。現在でも購入時に希望すればノコギリ型のナイフをもらうことができる。
また、本社工場があるスイートピア・ガーデンに行くと、作った際の端の部分が安く売られている。バウムクーヘンの両端部分を切り落とす際に発生する円形の切れ端を袋詰めしたものと、製品の大きさを整える際に発生する薄い長方形の切れ端をパック詰めしたものがそれぞれ販売されている。
なお、スイートピア・ガーデンでは、「北の年輪」の商品名で、縦にカットする前の「丸太」の状態のものも販売している。
2008年より、チョコレート味の三方六しょこらも発売されているが、期間限定でメープル味、抹茶味、メロン味も販売されている。

### 三方六の語源
三方六（さんぽうろく）とは、長さ2尺（約60cm）、直径1尺2寸（約36cm）の丸太を六つ割りにした伝統的な薪の大きさを意味する言葉である。三方六の薪の木口は2辺が6寸、円弧の長さが約6寸、つまり「三方が6寸」の扇型であり、これが「三方六」の語源となった。菓子の「三方六」はこの「三方六の薪」よりはるかに小さい。
三方六の薪80から85本を「敷」という単位で換算し、三方六の薪1敷分を積み上げた体積（横6尺、奥行き2尺、高さ5尺）に収まる薪の量も1敷となる。戦前の十勝地方では、1年間に1世帯で3から4敷の薪を消費した。三方六の薪はそのままでは大きすぎるので、半分の長さに切断した上、さらに細かく割って焚く。

### 三方六の小割
三方六は長年親しまれたヒット商品であるが、時代の変化によりサイズが大きすぎる、個包装でないので配れないといった問題が出てくるようになった。これらを解決するためサイズを小さくし個包装にした商品が「三方六の小割」である。小割も様々な味が販売されている。

## 画像
- 開拓三方六しょこら
- 開拓三方六メイプル
- 三方六の切れ端